# Cheghā Cheshmeh
Cheghā Cheshmeh är en ort i Iran.   Den ligger i provinsen Khuzestan, i den centrala delen av landet, 500 km sydväst om huvudstaden Teheran. Cheghā Cheshmeh ligger 57 meter över havet och antalet invånare är 264.
Terrängen runt Cheghā Cheshmeh är mycket platt. Runt Cheghā Cheshmeh är det ganska tätbefolkat, med 104 invånare per kvadratkilometer. Närmaste större samhälle är Alvān, 5,4 km sydväst om Cheghā Cheshmeh. Trakten runt Cheghā Cheshmeh består till största delen av jordbruksmark.